# Aleksandr Aleksandrovič Alov
Aleksandr Aleksandrovič Alov (in russo Алекса́ндр Алекса́ндрович А́лов?; Charkiv, 26 settembre 1923 – Riga, 12 giugno 1983) è stato un regista sovietico.

## Filmografia parziale

### Regista
- Come fu temprato l'acciaio (Pavel Korchagin), codiretto con Vladimir Naumovič Naumov (1956)
- Skvernyj anekdot (1966)
- La guardia bianca (1970)